# Pierre Landais
Pierre Landais, né en 1430 à Vitré et mort pendu le 19 juillet 1485 à Nantes, trésorier et receveur de Bretagne de 1460 à 1485, est le principal conseiller du duc de Bretagne François II de Bretagne, qui règne à partir de 1458.
Accédant aux plus hautes responsabilités sous le règne de François II, il gouverne sans partage de 1481 à 1485, à une époque où le duché de Bretagne est un des ennemis majeurs de la couronne de France. S'alliant avec les princes français complotant contre la régente Anne de Beaujeu, il est renversé en 1485 à la suite de la mort en prison du chancelier Guillaume Chauvin par une faction de nobles pro-français et condamné à mort, laissant au duc la charge de résister aux offensives françaises.

## Biographie

### Origines familiales et formation
Pierre est le fils de Jamet Landais et de son épouse Perrine, dame de Cornillé (dans l'actuelle commune de Val-d'Izé, Ille-et-Vilaine).
Jamet Landais est un riche drapier de Vitré.

### Carrière
Pierre Landais entre au service de François d'Étampes (futur François II) sous le règne (1450-1457) du duc Pierre II, en tant que garde de robe[pas clair]. François d'Étampes a été choisi comme héritier potentiel par le duc François Ier (mort en 1450) dont il doit épouser la fille Marguerite (née en 1443). Le mariage a lieu en 1456 (États tenus à Vannes en novembre 1456). François d'Étampes repart cependant vivre à Blois, dans la famille de sa mère, Marguerite d'Orléans, en attendant la mort de Pierre II, puis de son successeur, Arthur III.
Pierre Landais gagne la confiance du futur duc, très dépensier et connu[réf. nécessaire] pour ses goûts fastueux, en l'aidant à gérer ses finances.
Après la mort d'Arthur III et l'avènement de François II (1458), il devient receveur général, puis trésorier général du duché, cumulant peu à peu de nombreuses fonctions financières et étendant son influence dans tous le duché possédant dès 1467 un très grand réseau financier, pour mener à bien ses travaux il s'appuie sur des clercs (fonctionnaires et techniciens le représentant) ainsi que des archers (soldats représentant de l'autorité publique).
Il encourage la bourgeoisie[pas clair], l'imprimerie et les lettres. En 1460, il crée l'université de Nantes, la première dans le duché.
En 1477, il fait arrêter son rival, le chancelier Guillaume Chauvin.[pas clair]
Anobli[Quand ?], il devient propriétaire d'hôtels urbains à Nantes et à Rennes, ainsi que de trois seigneuries majeures (châtellenies)[Quoi ?] et de plusieurs domaines à Vitré, Val-d'Izé et Béganne.

### L'apogée (1481-1485)
Tout-puissant[réf. nécessaire] de 1481 à 1485, il s'efforce de résister aux manœuvres de la cour de France (Louis XI jusqu'en 1483, puis Charles VIII, sous la tutelle de sa sœur Anne de France et de son mari Pierre de Beaujeu) en s'alliant avec les féodaux français complotant contre la régente (Guerre folle).
Il essaie notamment de marier Anne de Bretagne (née en 1477) au duc Louis II d'Orléans, héritier présomptif du royaume en l'absence d'un fils de Charles VIII.
Le gouvernement formé par Pierre Landais durant sa période de toute puissance est considéré par les contemporains comme une période de paix et de prospérité pour le duché, en effet le duché ayant eu jusque là à la suite des différents conflits et des hautes dépenses ducales des difficultés économiques voit ses finances être stabilisées, l'état Breton se modernise et arrive malgré de nombreuses tensions à préserver la paix sur son territoire.
Sur le plan international, Pierre Landais tourne le duché vers les états marchands tel que le Portugal ou encore les Pays-Bas essayant notamment par la même occasion de se détourner plus amplement de l'influence Française ce qui ne plaît pas à la majorité des nobles et grands administrateurs Bretons voulant un rapprochement avec la cour du Roi de France.
Sur le Plan personnel Pierre Landais ne rate pas une occasion de s'enrichir, il prospéra notamment dans le commerce, possédant plusieurs navires et s'enrichissant par le transport de marchandises dont les plus bénéfiques étaient les vins venant de Bordeaux. Il va également investir dans l'immobilier, et acquérir au fil des années de nombreuses propriétés dont des manoirs et des châtellenies, le rendant égales à de nombreux Grands seigneurs ce qui empira les relations déjà poreuses avec la noblesse Bretonne.
Il fait mettre Guillaume Chauvin au cachot en 1481. Celui-ci meurt le 5 avril 1484 du manque de nourriture et de mauvais traitements, lui permettant ainsi de faire nommer François Chrétien un de ses hommes à la Chancellerie de Bretagne.

### La chute et la mort (juin-juillet 1485)
Cette mort suscite une action des nobles bretons pro-français qui renversent Landais le 25 juin 1485.
Il est accusé de concussion et d'être responsable de la mort de Guillaume Chauvin.
Jugé, il est condamné à mort et pendu le 19 juillet 1485 sur l'île de la Prairie-au-Duc, sur le gibet qu'il a lui-même fait construire quelques années auparavant.

## Mariage et descendance
Pierre Landais avait épousé Jeanne de Moussy, dame de Briord, qui lui donne une fille :
- Françoise épouse d'Arthur de Lesperviez (Arthur L'Epervier), seigneur de la Béraudière, de La Bouvardière, de La Gascherie et de L'Epine-Gaudin, chambellan du duc de Bretagne (1487), capitaine de Nantes (1488-1489) et Grand veneur de Bretagne (1488-1508). Elle est l'arrière grand-mère de François de La Noüe, dit Bras de fer.

## Galerie
Il avait fait reconstruire pour sa mère un manoir, le château du Bois-Cornillé, situé à Val-d'Izé, près de Vitré.

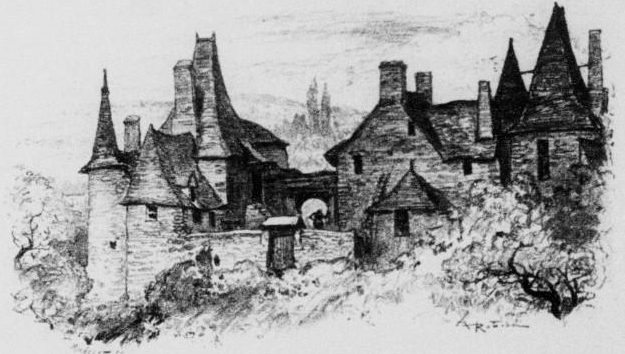
Le manoir de la Greurie à Vitré où vécut Pierre Landais (lithographie d'Albert Robida, publiée dans La Vieille France, Bretagne, 1890)[5].).

## Points de vue et historiographie
Selon l'historien Frédéric Morvan et selon les créateurs du Cercle Pierre Landais[réf. nécessaire], Pierre Landais devrait être considéré comme un des plus grands défenseurs de la Bretagne, ayant par ses talents d'économiste et d'administrateur tenté de faire de doter le duché d'une puissance maritime et commerciale, seul moyen d'en faire un véritable État, mais se heurtant à une noblesse très traditionnelle attachée au système féodal, il fut tout comme son rival Guillaume Chauvin broyé par la politique[pas clair].
Selon Édouard Frain :

« Abandonné d'un souverain auquel il avait voué une fidélité que le cynisme de ses ennemis avait vainement essayé de mettre en doute, le Vitréen demeura calme devant les affronts, et marcha au supplice après avoir mis en ordre les affaires de sa conscience. Il restera le défenseur, non pas irréprochable, mais courageux, de cette nationalité bretonne, dont il emportait dans la tombe la dernière espérance. »

## Hommages
- Rue Pierre-Landais de Nantes, non loin du lieu de son exécution.
- Place Pierre-Landais à Rennes, entre le mail François-Mitterrand et le quai Saint-Cyr.
- Boulevard Pierre-Landais, à Vitré.
- Rue Pierre-Landais à La Chapelle-sur-Erdre où il a fait reconstruire le château de la Gascherie.
- Rue Pierre Landais à Caudan.
- Rue Pierre Landais au Loroux-Bottereau, où il a fait reconstruire le château.